# Parafia św. Jerzego w Porębie
Parafia Świętego Jerzego – rzymskokatolicka parafia znajdująca się w Porębie. Należy do dekanatu Zawiercie – Świętych Piotra i Pawła w archidiecezji częstochowskiej. Została utworzona 21 października 1986 r. przez biskupa diecezji częstochowskiej Stanisława Nowaka z terenu parafii św. Józefa w Porębie. Kościół parafialny został wybudowany w latach 1985–1988.